# Теория родового быта
Тео́рия родово́го бы́та (или родовая теория) — известное учение историков и юристов (возникло в 1-й половине 19 века), согласно которому государство происходит непосредственно из родовой организации, свойственной разным народам на ранних этапах истории. Род представителями данной теории рассматривается как совокупность семей, или же отождествляется с большой семьей. 

## Основные положения теории
По теории родового быта формирование государства и права народов первоначально происходит из союза кровных родственников, именуемого родом, в противоположность другой школе, утверждавшей, что таким моментом являлась патриархальная семья, семейная или соседская община (старые германисты, школа Мэна).
В круг этого учения входят следующие вопросы: генезис рода, его первичность и универсальность, связь рода со строем семьи и религией, родовой союз, его признаки и содержание, преемственность рода, влияние рода на рост и формы государственности, разложение рода, эволюция и классификация форм родовых союзов.Также исследуется общность половых прав, для взаимной охраны и гарантии которых первобытные люди соединялись в крепкие родовые союзы.

## История возникновения
Основы родовой теории как органической концепции русской истории в отечественной исторической науке впервые были представлены в сочинениях Иоганна Филиппа Густава Эверса. В законченном виде теория родового быта отразилась в известном труде историка-юриста Эверса 1826 года «Das älteste Recht der Russen in seiner geschichtlichen Entwickelung». Впоследствии монография переведена на русский язык в 1835 г. Иваном Платоновым — «Древнейшее русское право в историческом его раскрытии».

## Взгляды Густава Эверса
Суть теории дерптский историк изложил следующим образом: каждый народ слагался из многих племен, племена из родов и семейств, небольших общественных союзов, которые образуются во вместе живущих потомков одного племени. Государства, которые потом начинают развиваться, есть ни что иное, как соединение отдельных родов или больших семейств под владычеством одного общего главы, государя или властителя. Иоганн Филипп Густав фон Эверс писал:
«Новое государство в первоначальном своем состоянии, есть не что иное, как соединение многих великих родов, а новый властитель не что иное, как верховный патриарх. Устроение и управление государства есть правление великим семейством — единственный образец, который имели в виду люди, вступавшие в новое великое общество.»
Эверс выделял три ступени, составляющие патриархальное общество— семья, род и племя. Племена образуют народности, естественным результатом органического развития которых является государство. Данная концепция развития общества путем перехода от семьи к роду, а от племени к государству, оказала огромное влияние на государственную школу историографии.

## Последователи
Теория родового быта впоследствии была теоретически обоснована и другими представителями «государственной школы». С. М. Соловьевым («История России с древнейших времен»), К. Д. Кавелиным («Взгляд на юридический быт древней Руси») и др. Т. Н. Грановский развил идею о том, что род не только непосредственно и повсеместно предшествует возникновению государства, но и находит отражение в государственных учреждениях («О родовом быте у древних германцев»).
Попытки теоретического осмысления имевшегося фактического материала о роде были сделаны примерно в то же время и за рубежом. Б. Г. Нибур исследовал вопрос о роде у греков и римлян и выдвинул тезис о том, что общество сначала основывалось на родственных связях, а затем на территориальных. В 1840-х годах немецкий историк Г. Зибель создал родовую теорию происхождения немецкого государства.

## Критика
В 1975 году советский историк В. И. Шевцов писал, что нет ни одной работы, специально посвященной анализу исторических взглядов Эверса, и что отдельные высказывания исследователей относительно его теории не дают цельного представления. Шевцов считал, что влияние воззрений дерптского историка на последующее развитие историографии необоснованно преувеличивалось ввиду отсутствия критического анализа. Некоторые учёные вообще отрицали значение сочинений Эверса.Данные построения Шевцов считает крайне схематичными, т. к. развитие догосударственных общественных форм прослеживалось Эверсом исключительно с позиции логики, а сущность осталась неопознанной.
Ссылаясь на Ф. Энгельса, Шевцов отметил, что при родовом строе семья никогда не была и не могла быть ячейкой общественной системы, потому что муж и жена неизбежно принадлежали к двум различным родам.
А. М. Сахаров, хоть и считал теорию родового быта «научно несправедливой», все таки признавал, что для своего времени она была шагом вперед.

## Современные исследователи
Современные исследователи отмечают ряд заимствований Эверсом отдельных элементов данной концепции у предшествующих историков (В. Н. Татищева, М. В. Ломоносова, Н. М. Карамзина), но все же рассматривают теорию родового быта дерптского историка-юриста в общем контексте именно его научного наследия. Это можно увидеть в работах В.В. Фомина, М. В. Зеленова, А. А. Чернобаева и А. Н. Шаханова. Они отмечают в качестве основной заслуги Эверса саму постановку проблемы выделения предгосударственных форм общественного объединения, которые, постепенно развиваясь, переросли в государство.
В 2013 году ведущий научный сотрудник Центра азиатских и тихоокеанских исследований ИЭА РАН, антрополог Ольга Артемова рассказала о теории родового быта, патрилинейной модели и билатеральной структуре родства.

## Влияние на общество
Родовая теория, несмотря на упрощенную трактовку проблем развития древнего общества и возникновения государства, тем не менее сыграла (особенно в России) положительную роль в истории науки. Теория явилась тем основанием, на котором развивались историко-правовое и историко-юридическое направление нашей историографии. Сама проблема становления государства, его социальных и политико-правовых институтов стала главным направлением последующих исследований историков.
Представленная Эверсом теория сломала привычные представления, связывающие происхождение русского государства и права с внешним фактором, тем самым оказывая большое влияние на дальнейшие исследования и общество в целом.
Теория родового быта из узкого, одностороннего учения отдельной школы обратилась в самостоятельное учение о социальном строе обществ, своего рода общественную эмбриологию, одинаково важную для историка, юриста, социолога и экономиста.